# مسعود بن أبي زينب
مسعود بن أبي زينب العبدي (؟ - 105 هـ/ 737 م) ثوري عربي معارض للخلافة الأموية من بني عبد القيس. كان من الخوارج، وخرج في سنة 86 هـ/ 704 هـ على والي البحرين الأشعث بن عبد الله بن الجارود العبدي، واستولى على بلاد البحرين، وبعدها بفترة ضم اليمامة، واستطاع أن يبسط سيطرته على تلك المناطق مدة تقارب عشرين عامًا، حيث قتل في برقان على يد والي اليمامة سفيان بن عمر العقيلي. ذكره البلاذري في أنساب الأشراف وابن الأثير في الكامل في التاريخ.

## قيامه
في سنة 86 هـ/ 704 هـ خرج مسعود بن أبي زينب العبدي على والي البحرين الأموي الأشعث بن عبد الله بن الجارود العبدي، ونجج في الاستيلاء على بلاد البحرين، وبعدها بفترة من الاستيلاء على اليمامة، واستطاع أن يبسط سيطرته على تلك المناطق مدة تقارب عشرين عامًا، حيث قتل في برقان سنة 105 هـ/ 737 م على يد والي اليمامة سفيان بن عمر العقيلي.

وبعد مقتل مسعود، ثار في هجر في واحة الأحساء أخوه سعيد، ولكن ظهرت له معارضة من جانب عون بن بشير أحد بني الحارث بن عامر بن حنيفة، وأحد أتباعه المشهورين، فافترق أتباعة فريقتين: فرقة مع سعيد بقيت في هجر، والأخرى مع عون جعلت القطيف مركزًا لها، ثم تخلص سعيد بعد ذلك من عون.

ذكره البلاذري في الجزء الثامن من أنساب الأشراف تحت عنوان «أمر مسعود بن أبي زينب العبدي» وكتب عن تفاصيل قيامه:
ثم ذكر «أمر سعيد بن أبي زينب أخي مسعود، وعون بن بشر»: